# Baranjski koktel
Baranjski koktel, koktel koji se pravi prema standardnom omjeru, uz trećinu (domaće) šljivovice dodaje se trećina soka od bazge i trećina leda.
Izvor:
- Melita Berečić: "Prirodna domaća šljivovica u umjerenoj količini pravi je lijek", Osječki dom, VI, 755, 24-25 - Osijek, 6-10. X. 2005.